# MSC Malaysia
MSC Malaysia (ursprungligen Multimedia Super Corridor) är ett område i Malaysia innehållande många olika företag verksamma inom kommunikations- och multimediabranscherna. Området täckte från början ett område på 15x50 km, från Petronas Twin Towers till Kuala Lumpurs internationella flygplats, men omfattar idag[när?] hela Klangdalen (vilket är synonymt med Kuala Lumpurs storstadsområde). Bland annat ligger Kuala Lumpur (landets officiella huvudstad), Putrajaya (Malaysias ganska nybildade administrativa huvudstad) samt området Cyberjaya här. 